# 萨拉达布庙
萨拉达布庙，又称“善岱古庙”、“乌盖庙”，位于内蒙古自治区巴彦淖尔市乌拉特后旗，是一座藏传佛教格鲁派寺院。

## 简介
萨拉达布庙位于乌拉特后旗境内阴山南麓的高坡上，处在原来的乌盖苏木驻地。该庙建于1902年（清朝光绪28年），为藏传佛教格鲁派寺院。该庙鼎盛时期，有喇嘛1000人，学徒3000人。
萨拉达布庙的建筑为藏式，占地面积约3000亩，现存殿宇5处，分别为正殿、东配殿、西配殿、东厢院、西厢院，总建筑面积1361平方米。正殿为藏式建筑，砖木结构，面积192平方米，长16米，宽12米，高8.5米，分为上下两层和长亭，正殿北侧有一处附层建筑。
1980年，乌拉特后旗人民政府出资重修该庙。该庙是乌拉特后旗保存最完好的庙群，也是巴彦淖尔市保存最完好的庙宇之一。2010年时，萨拉达布庙有活佛一人，喇嘛数人，巴彦淖尔市佛教协会驻于此庙，经常举行佛事活动。为乌拉特后旗文物保护单位。